# Albert Bloch
Albert Bloch (2. prosince 1882, St. Louis, USA – 9. prosince 1961, Lawrence, Kansas, USA) byl americký malíř, ilustrátor, karikaturista, esejista a básník.

## Život a dílo
Narodil se v St. Louis 2. prosince 1882 rodičům, kteří emigrovali z Čech do Spojených států. Svoji profesní kariéru začal v New Yorku a St. Louis jako karikaturista a pracoval pro literární časopis Mirror. Majitel časopisu podpořil a sponzoroval v roce 1908 cestu Alberta Blocha do Evropy, která se protáhla na dvanáctiletý pobyt v Mnichově. Od roku 1911 až do vypuknutí první světové války Albert Bloch spolupracoval s Franzem Marcem a Vasilijem Kandinskim jako člen skupiny Der Blaue Reiter (Modrý jezdec). Poslední výzkumy dokonce dokládají, že Bloch měl na oba umělce v začátku jejich kariéry velký, možná rozhodující vliv. Jako jediný americký expresionistický malíř se zúčastnil dvou přelomových výstav této skupiny v letech 1911-1912 celkem s šesti obrazy. V roce 1921 se Albert Bloch vrátil do Spojených států a svou malbu doplnil pedagogickou kariérou. Vyučoval na Chicagské akademii výtvarných umění. V roce 1923 se stal vedoucím katedry kresby a malby na Kansaské univerzitě. Zemřel v Lawrence v Kansasu v roce 1961.
Kromě vlastní umělecké tvorby se zajímal o literární dílo spisovatele Karla Krause. V roce 1947 vydal autorizovaný překlad řady Krausových lyrických básní, z nichž mnohé byly věnované baronce Sidonii Nadherné. V roce 1947 Sidonie obdržela ze Spojených států od Alberta Blocha knížku s překlady Krausovy poezie: Ventures in Verse. Sidonie Nádherná se v odpovědi vyjádřila o kvalitě překladů pochvalně, a tak začala vzájemná korespondence, která trvala až do barončiny smrti v roce 1950. Dnes jsou dopisy uložené v Brenner – Archivu Univerzity v Innsbrucku.